# Mordellistenoda memnonia
Mordellistenoda memnonia es una especie de coleóptero de la familia Mordellidae.

## Distribución geográfica
Habita en Malasia.